# 高炉

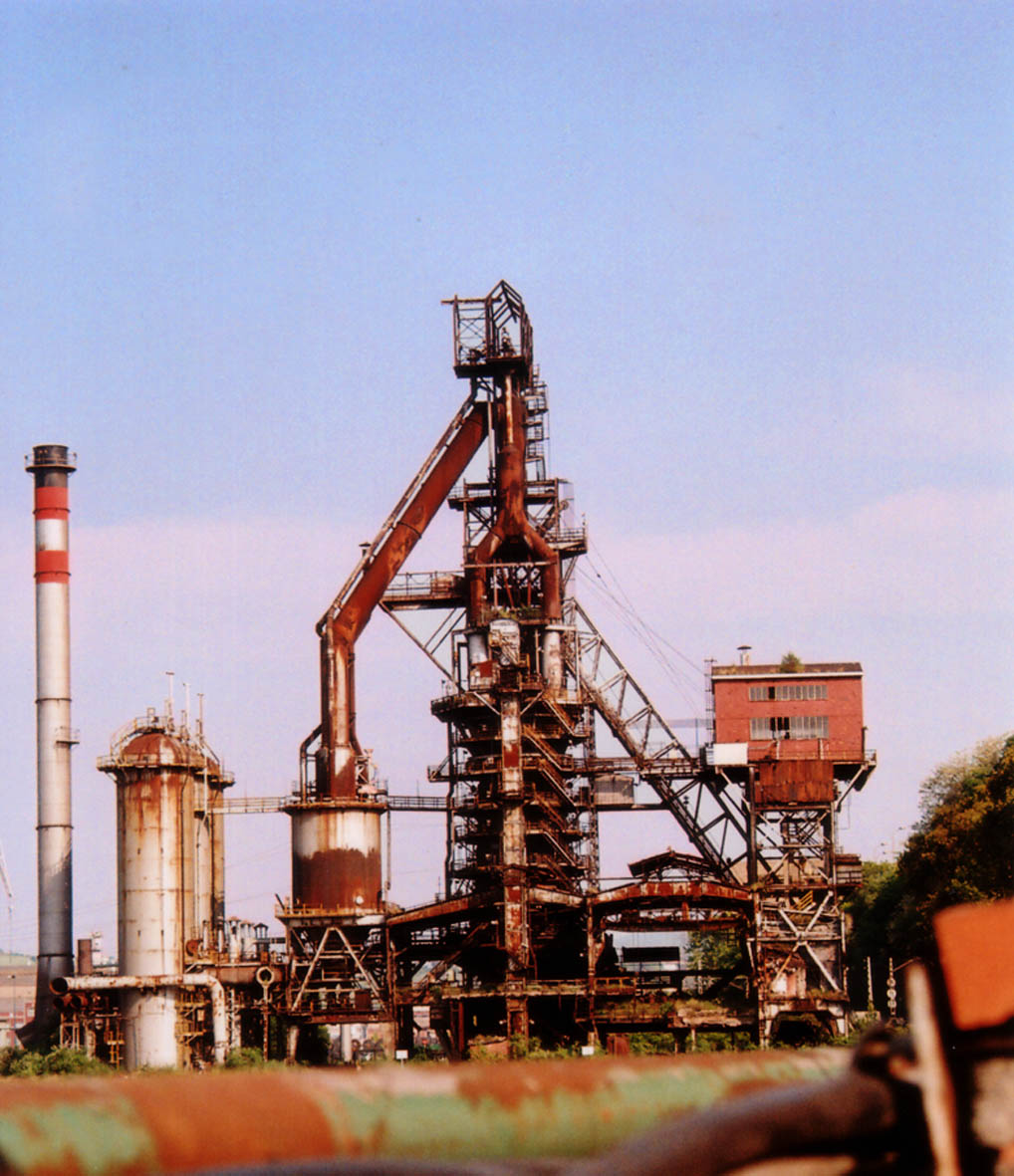
スペイン、セスタオ (Sestao) の高炉

高炉（こうろ、blast furnace）は製鉄所の主要な設備で、鉄鉱石を熱処理して、鉄を取り出すための炉。鉄溶鉱炉（てつようこうろ）と呼ばれることもある（「溶」は「熔」の常用漢字による書き換え）。大型のものでは高さ 100 メートルを超え、製鉄所のシンボル的存在となっている。1世紀以前に中国で発明された。
鉱石から銑鉄を取りだす高炉、その銑鉄を鋼鉄に処理する転炉、生産された鉄を圧延や連続鋳造で製品加工する設備を持つ、銑鋼一貫製鉄所のみが高炉を所有している。このような大規模施設を持つ鉄鋼会社は高炉メーカーと呼ばれている。

## 高炉による銑鉄生産

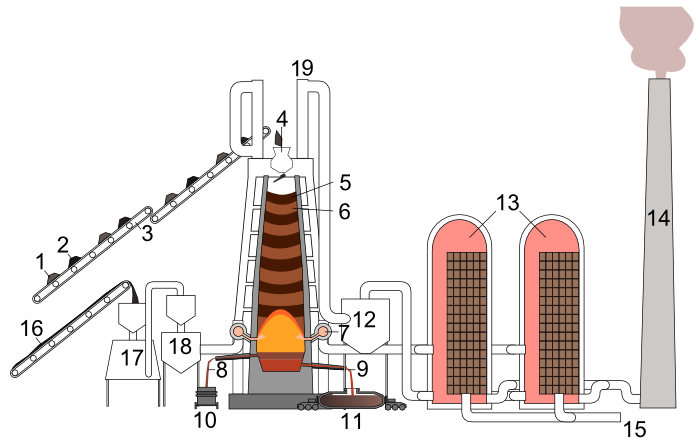
1.焼結鉱、石灰石 2.コークス 3.ベルトコンベヤ 4.投入口 5.焼結鉱、塊鉱石、石灰石 6.コークス 7.熱風管 8.スラグ 9.溶銑 10.スラグ車 11.トーピードカー 12.ガス分離器 13.熱風炉 14.煙突 15.冷風 16.微粉炭 17.粉砕機 18.分配器

高炉の頂部から鉄鉱石による金属原料とコークスなどの燃料を兼ねる還元材、不純物除去の目的で石灰石を入れ、下部側面から加熱された空気を吹き入れてコークスを燃焼させる。頂部から投入される原料等はあらかじめ簡単に焼かれて固塊状に加工されており、炉内での高温ガスの上方への流路と原料等の流動性が確保されている。高炉内部ではコークスの炭素が鉄から酸素を奪って熱と一酸化炭素、二酸化炭素を生じる。この反応が熱源となり鉄鉱石を溶かし、炉の上部から下部に沈降してゆく過程で必要な反応が連続的に行なわれ下部に到達する頃には燃焼温度は最高となり、炉の底部で高温液体状の銑鉄が得られる。不純物を多く含む高温液体状のスラグは銑鉄の上に層を成してたまる。銑鉄とスラグは底部側面から適時、自然流動によって取り出される。
高炉頂部からは一酸化炭素、二酸化炭素等を多く含む高温の高炉ガスがパイプによって取り出され、粉塵等がサイクロンで除去された後、随時切り替えられる複数組の熱風炉の1つへと送られる。高温ガスは熱風炉内のレンガ等を加熱した後、煙突より排気される。十分に加熱された熱風炉の1つが排気経路とは別に切り替えられて、外気より取り込まれた冷風が熱風炉により加熱される。熱くなった空気は炉下部の側面より粉砕された微粉末炭と共に圧入され、炉内を上昇する内に酸素が燃焼に寄与する。これらの流れにより一連のガスサイクルを形成する。
高炉にはコークス炉や鉄鉱石焼結炉が常に併設され、投入原料の事前加工が行なわれている。一度、火が入れられた高炉は常に稼動されて、数年に一度の程度の炉内壁の修理等の時以外に停止されることはない。
高炉で作られた銑鉄は保温効率と移送の利便性を兼ね備えた「トーピードカー」（混銑車）と呼ばれる細長いタンク車両に流しこまれて、次の工程へと送られる。送られた銑鉄は溶銑予備処理を施した後、転炉へ入れられ、鋼鉄へと変換される。

### 主な反応
炭素（コークス）の燃焼によって、一酸化炭素、二酸化炭素が生成する。
{\displaystyle {\ce {C + {\frac {1}{2}}O2 -> CO}}}
{\displaystyle {\ce {C + O2 -> CO_2}}}
{\displaystyle {\ce {CO2 + C \ <-> \ 2CO}}}
生成した一酸化炭素によって一連の鉄の還元反応が起こる。これをまとめて書くと以下の式となる。
{\displaystyle {\ce {Fe2O3 + 3CO -> 2Fe + 3CO2}}}

ただし実際には、還元反応は以下のような３段階のプロセスを経る。
{\displaystyle {\ce {Fe2O3 -> Fe_3O_4 -> FeO -> Fe}}}

この反応過程は、温度 T による。即ち、
320°C < T < 620°C
{\displaystyle {\ce {3Fe_2O3 + CO -> 2Fe3O4 + CO2}}}
620°C < T < 950°C
{\displaystyle {\ce {Fe_3O4 + CO -> 3FeO + CO2}}}
950°C < T
{\displaystyle {\ce {FeO + CO -> Fe + CO2}}}

### 不純物の除去
原料鉱石には SiO2 などの不純物が存在する。これを取り除くために高炉中に石灰石（主成分 CaCO3）を入れ、以下の反応により粘性が小さく除去しやすいスラグを生成する。スラグは CaSiO3 などの組成を持つ。
{\displaystyle {\ce {SiO2 + CaCO3 -> CaSiO3 + CO2}}}
この反応のプロセスは以下のとおりである。
{\displaystyle {\ce {CaCO3 -> CaO + CO2}}}
{\displaystyle {\ce {CaO + SiO2 -> CaSiO3}}}

## 歴史

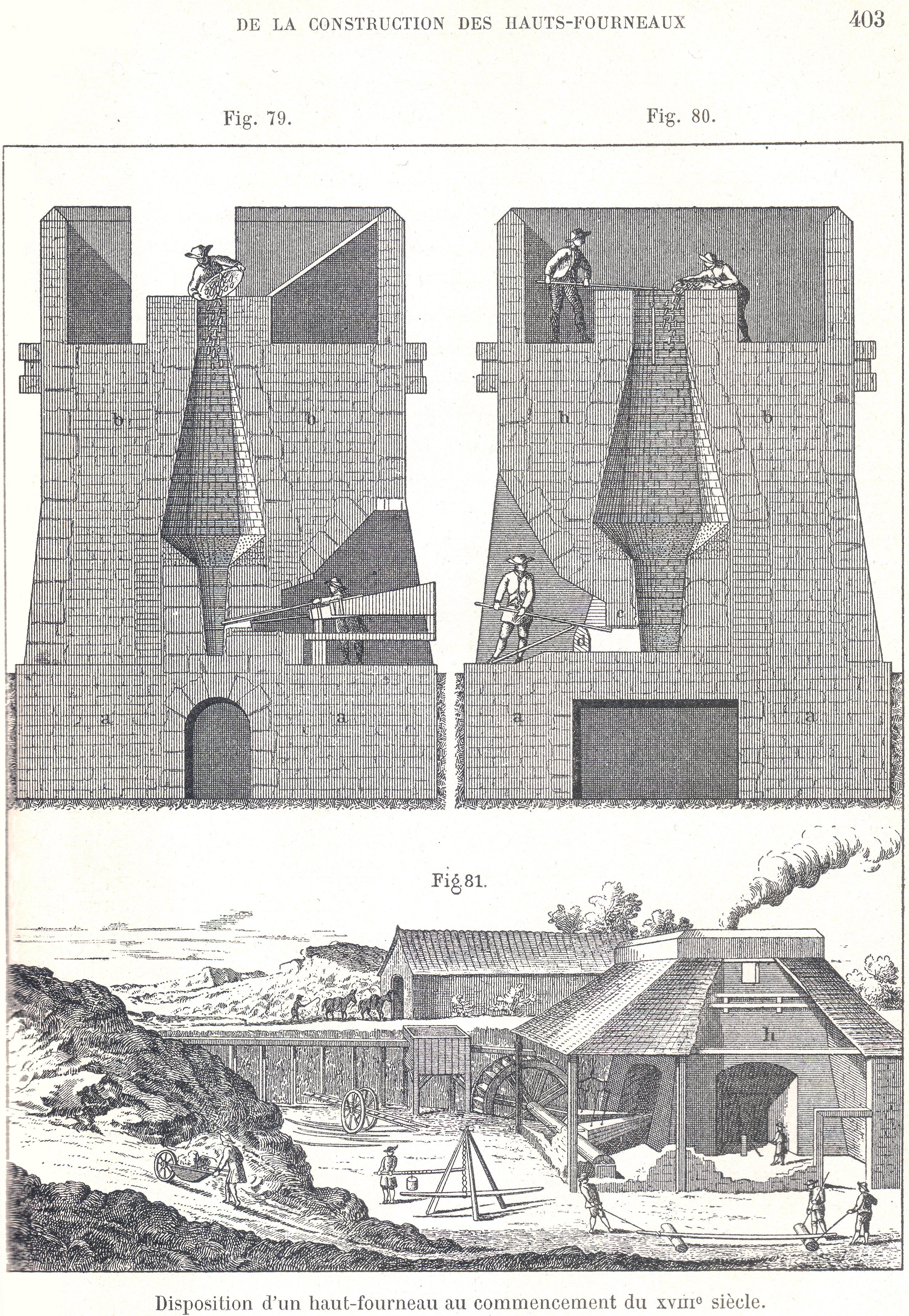
18世紀の高炉

鉄は、石を積んだような低温しか出せない原始的なブルマリー炉（Bloomery）でも海綿鉄などを鉄鉱石から半固体状で取り出し、鍛冶屋が鎚で鍛えれば器具にすることができる。古代の鉄器はそうして作られた。しかし高温で完全に溶解させ、液状にした銑鉄は、鋳型に流し込んで自由な形に造型することができた。そのためには高温を得るための、水車を動力にする強力な鞴を装備した高炉が必要であった。
現在知られている最も古い高炉は中国の前漢時代（紀元1世紀頃）のものとみられる。しかし紀元前5世紀頃と見られる鋳鉄が中国で発見されており、それよりも古い高炉があった可能性がある。初期の高炉は内壁が粘土で作られており、リンを含む鉱石を使用していたと見られる。
初期の高炉は大量の木炭を消費した。中国では1世紀に木炭に代えて石炭の使用が始まり11世紀までにはコークス利用へと置き換わった事に由り、膨大な木材を必要としなくなったことで森林資源の消費が回避された。
西洋における最初の高炉はスウェーデンで1150年から1350年の間に作られたらしい。この高炉が、独自の技術で作られたのか、中国からモンゴルを経てもたらされた技術によって作られたのかははっきりしていない。高炉は中世を通じ、ヨーロッパ中の鉄鉱石のある地域へと伝播していったが、のち高炉で製造した銑鉄を精錬して鋼鉄とする技術が考案され、製鉄における高炉の役割は不動のものになった。
日本における最初の近代高炉は、安政元年（1854年）7月に、薩摩藩による集成館事業によって完成した。島津斉彬は反射炉で作られるたたら製鉄で生産した和鉄が、大砲鋳造に不向きなことを知っており、いち早く熔鉱炉建設に踏み切った。

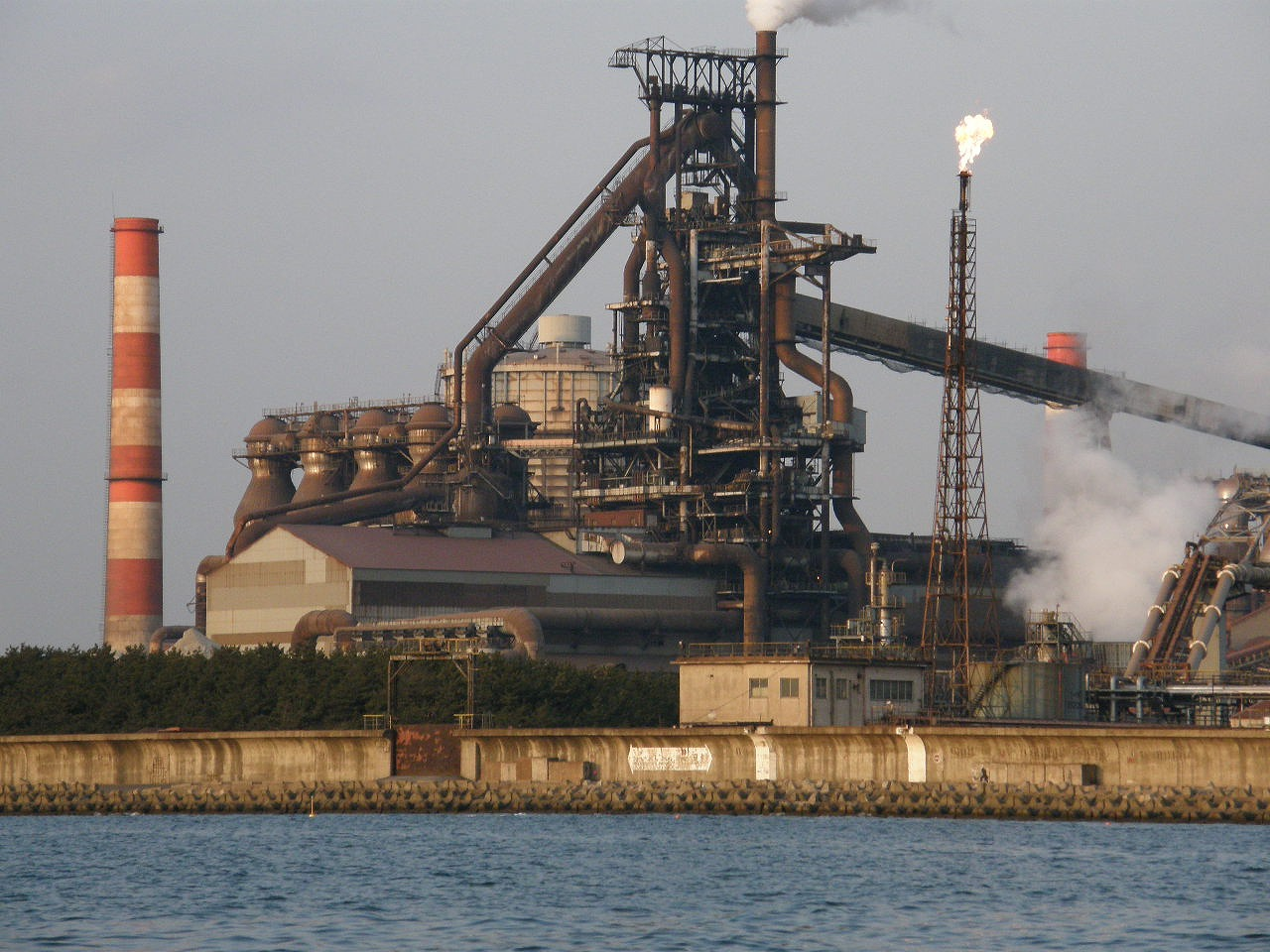
高炉（神戸製鋼所加古川製鉄所）

2004年7月現在、世界で高炉のある製鉄所は、
- ミッタル・スチール
- ポスコ

ほか
日本において高炉のある製鉄所は、
- 日本製鉄 - 7（北日本(室蘭)・東日本(鹿島・君津)・名古屋・関西(和歌山)・九州（戸畑地区・大分）
- JFEスチール - 3（東日本製鉄所（千葉地区）・西日本製鉄所（倉敷地区・福山地区））
- 神戸製鋼所 - 1（加古川）

の合計11か所で、2025年4月現在19基の高炉が稼働している。

## 高炉の耐火煉瓦の劣化状況の把握
耐火煉瓦の劣化状況を調べるためにかつては耐火煉瓦内にコバルト60を入れて製品への含有量から劣化状況を間接的に把握していた。
炉底の耐火煉瓦の劣化状況など、稼働中の溶鉱炉の内部を外部から透視することは長年できなかったが、現在では分解能は低いものの、溶鉱炉内の様子をミュー粒子で透視するミュオグラフィの開発が産学連携で進められる。
コバルト60を用いたことから現代の鉄鋼製品には極微量のコバルト60が環境に拡散された。無論、人体や生態系に影響を及ぼすものではないものの、微量放射能検出の際には障害となるため、太平洋戦争前に金属鉄となった鉄が環境放射能の遮蔽材として使われる。日本における代表例が戦艦陸奥の船体引き上げで得られた陸奥鉄である。

## 日本の高炉の詳細
| 会社        | 製鉄所       | 高炉番号    | 炉容積 (m³) | 最近の火入れ                            |
| ----------- | ------------ | ----------- | ----------- | --------------------------------------- |
| 日本製鉄    | 北日本(室蘭) | 第2高炉     | 3,014       | 2020年11月22日                          |
| 日本製鉄    | 東日本(君津) | 第2高炉     | 4,500       | 2012年5月28日                           |
| 日本製鉄    | 東日本(君津) | 第3高炉     | 4,822       | (2016年3月12日休止)                     |
| 日本製鉄    | 東日本(君津) | 第4高炉     | 5,555       | 2003年5月8日                            |
| 日本製鉄    | 東日本(鹿島) | 第1高炉     | 5,370       | 2004年9月29日                           |
| 日本製鉄    | 東日本(鹿島) | 第3高炉     | 5,370       | 2007年5月22日(2025年3月31日休止)        |
| 日本製鉄    | 名古屋       | 第1高炉     | 5,443       | 2007年4月25日                           |
| 日本製鉄    | 名古屋       | 第3高炉     | 4,425       | 2022年8月27日                           |
| 日本製鉄    | 関西(和歌山) | 第5高炉     | 2,700       | 1988年2月22日(2019年1月18日休止)        |
| 日本製鉄    | 関西(和歌山) | 第1高炉     | 3,700       | 2009年7月17日(2020年4月25日休止)        |
| 日本製鉄    | 関西(和歌山) | 第2高炉     | 3,700       | 2019年2月15日                           |
| 日本製鉄    | 瀬戸内(呉)   | 第1高炉     | 2,650       | 1995年4月(2021年9月29日休止)            |
| 日本製鉄    | 瀬戸内(呉)   | 第2高炉     | 2,080       | 2003年11月(2020年2月15日休止)           |
| 日本製鉄    | 九州(八幡)   | 戸畑第4高炉 | 5,000       | 2014年4月20日                           |
| 日本製鉄    | 九州(八幡)   | 小倉第2高炉 | 2,150       | 2002年4月(3次) (2020年7月18日休止)      |
| 日本製鉄    | 九州(大分)   | 第1高炉     | 5,775       | 2009年8月2日                            |
| 日本製鉄    | 九州(大分)   | 第2高炉     | 5,775       | 2004年5月15日                           |
| 神戸製鋼所  | 加古川       | 第1高炉     | 4,550       | (2007年5月20日休止)                     |
| 神戸製鋼所  | 加古川       | 第2高炉     | 5,400       | 2007年5月29日（3次）                    |
| 神戸製鋼所  | 加古川       | 第3高炉     | 4,844       | 2016年12月23日（3次）                   |
| 神戸製鋼所  | 神戸         | 第3高炉     | 2,112       | 2007年12月16日(2017年10月31日休止)      |
| JFEスチール | 東日本(千葉) | 第6高炉     | 5,153       | 2023年1月13日（3次）                    |
| JFEスチール | 東日本(京浜) | 第1高炉     | 4,907       | (2004年3月23日休止)                     |
| JFEスチール | 東日本(京浜) | 第2高炉     | 5,000       | 2004年3月24日（2次) (2023年9月16日休止) |
| JFEスチール | 西日本(倉敷) | 第1高炉     | 2,564       | (2002年1月23日休止)                     |
| JFEスチール | 西日本(倉敷) | 第2高炉     | 4,100       | 2003年11月13日（4次）2028年度休止予定   |
| JFEスチール | 西日本(倉敷) | 第3高炉     | 5,055       | 2010年2月11日（4次）                    |
| JFEスチール | 西日本(倉敷) | 第4高炉     | 5,100       | 2021年12月13日（4次）                   |
| JFEスチール | 西日本(福山) | 第2高炉     | 2,828       | (2011年5月12日休止)                     |
| JFEスチール | 西日本(福山) | 第3高炉     | 4,300       | 2011年5月14日（4次）                    |
| JFEスチール | 西日本(福山) | 第4高炉     | 5,000       | 2006年5月5日（4次）2027年度休止予定     |
| JFEスチール | 西日本(福山) | 第5高炉     | 5,500       | 2005年3月31日（3次）                    |